# Genocidi selknam

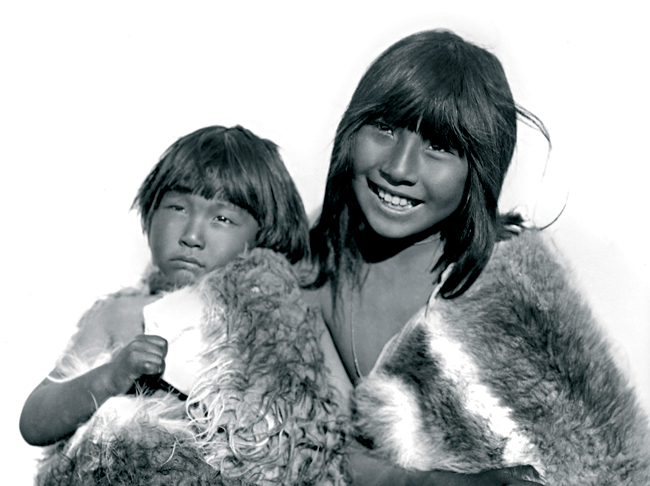
Nens selknam; fotografia de 1898 del llibre Genocidio selknam.

Per genocidi selknam (genocidi selk'nam o genocidi ona) es coneix als fets definits com genocidi ocorreguts entre la segona meitat del segle XIX i les primeres dècades del segle XX en contra dels selknam o onas, poble amerindi de l'illa Gran de Terra del Foc. L'última representant pura d'aquest poble, Ángela Loij, va morir en 1974. Actualment només existeixen alguns descendents mestissos d'aquesta ètnia.
Cap a fins del segle xix l'illa Gran de Terra del Foc va concitar l'interès de grans companyies ramaderes. La introducció de les estades ovellerrs va crear forts conflictes entre els nadius i els colons britànics, argentins i xilens, conflicte que va adquirir rivets de guerra d'extermini. Les grans companyies ovelleres van arribar a pagar una lliura esterlina per cada selknam mort, la qual cosa era confirmada presentant mans o orelles de les víctimes. Les tribus del nord van ser les primeres afectades i va iniciar una onada migratòria a l'extrem sud de l'illa per escapar de les massacres. A la recerca d'alternatives a la matança, el 1890 el Govern xilè va cedir l'illa Dawson, a l'estret de Magallanes, a sacerdots salesians que van establir allí una missió dotada d'amplis recursos econòmics. Els selknam que van sobreviure al genocidi van ser virtualment traslladats a l'illa, que en un termini de vint anys va tancar deixant un cementiri poblat de creus.

## Antecedents
Els selknam van ser els principals habitants de l'illa de Terra del Foc. L'etnòleg Martin Gusinde, que va visitar l'illa cap a fins de 1918, va reconèixer la presència de tres grups selknam distribuïts en diferents espais de l'illa. L'antropòleg deia que, malgrat les diferències de distribució territorial existia entre aquests tres grups una clara unió lingüística, racial i cultural.
Estudis recents demostren que els selknam es van dividir en les següents parcialitats:
1. párika (pampers del nord).
2. herska (dels boscos del sud)
3. chonkoyuka (de les muntanyes davant bahía Inútil), a més dels haush.

### La disminució de la seva població en xifres

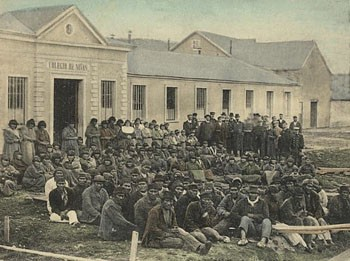
Els últims selknam a Puerto Harris (Illa Dawson), el 1896.

Sobre el número aproximat de població selknam i les seves tres parcialitats ètniques, existeixen dificultats serioses per a estimar xifres raonables, a causa de la falta d'estudis demogràfics previs al procés colonitzador. No obstant això, per a tenir una visió aproximada, Martin Gusinde va estimar la població abans del procés colonitzador entre 3500 a 4000 persones. El 1887, El Boletín Salesiano estimava uns 2.000 indígenes i més tard el pare Borgatello comptaria entre 2.000 i 3.000 ànimes. En la memòria del governador de Magallanes Manuel Señoret (1892-1897), es precisava que:
| «                                                             | Quan la Terra del Foc era a penes coneguda es creia que el nombre d'indis onas era molt reduït. Ara que s'ha fundat nombroses estades i que és creuada dia a dia pels empleats d'aquestes estades, s'ha vist que el seu número és molt major. S'estima, sent un càlcul molt exacte i aproximat, que no hi ha menys de quatre mil indígenes de la raça ona en la gran illa de Terra del Foc. | » |
| — Manuel Señoret, Governador de Magallanes entre 1892 i 1897. | |   |

Un estudi demogràfic més fiable és el realitzat per Esteban Lucas Bridges en 1899, on va registrar la població selknam de la següent manera:
| «                                 | Al sud de riu Gran habitaven 250 onas repartits en diversos punts de l'illa; al nord, no integrats en la missió de la Candelaria, vivien uns 20 indis més. En aquest mateix any hi ha sota control de les missions 163 indis en la Candelaria (dels diaris de la missió) i un màxim de 350 a Dawson. És a dir que en finalitzar el segle xix quedaven uns 783 onas a Terra del Foc. | » |
| — Esteban Lucas Bridges (en 1899) | |   |

Aquestes xifres demostren que la població aparentment va poder ser bastant pròxima a les estimacions de Martín Gusinde (de 3500 a 4000 en tota l'illa). Existeix poca claredat de la quantitat exacta de quants d'aquests indígenes van morir en els 18 anys abans de l'inici de la colonització, pels assassinats, malalties i deportacions. Per exemple en l'episodi de l'expedició de Ramón Lista, que en un sol enfrontament va matar ben bé 28 persones.

## Genocidi
En algun punt, les societats originàries eren primigènies i l'espai encara no havia estat alterat en excés. Sobtadament, Terra del Foc va deixar de ser “ecosistèmica i biodiversa natura” i es va convertir en excelsa sorra d'una típica acumulació originària basada en la predació salvatge i la violència sense dissimulació contra les vides humanes i el territori.
L'arribada d'argentins, xilens i colons britànics al territori Selknam va portar amb si un conflicte asimètric entre aventurers, cercadors d'or, colons i ramaders d'una banda i els selknam per l'altre. L'ocupació dels territoris va deslligar represàlies per part dels selknam, que no van dubtar a defensar i venjar actes que s'havien desencadenat: morts, violacions, vexacions. El ressentiment va ser un estat permanent, manifestant-se amb animositat cap als empleats d'estades, trencant els cèrcols, arriant grans quantitats d'animals, cremant cases i atacant als homes. Però aquesta actitud no va aconseguir traduir-se en un veritable ambient bèl·lic, pels clars desavantatges materials que posseïen els selknam enfront de tot el cos establert per al seu atac i captura. Aquesta diferència va ser l'element clau que no va permetre generar una resistència per part dels indígenes per romandre als seus territoris, i en conseqüència la rendició i la resignació forçada, va ser una de les tantes causes per la seva desaparició com a poble establert.
Gusinde relata com els caçadors «enviaven els cranis dels indis assassinats al Museu Antropològic de Londres, que pagava quatre lliures per cap».

### La febre de l'or
L'expedició del xilè Ramón Serrano Montaner en 1879, va ser qui va informar de la presència de importants jaciments aurífers en les sorres dels principals rius de Terra del Foc. Amb aquest incentiu, centenars d'aventurers estrangers van arribar a l'illa amb l'esperança de trobar en tan anhelades i llunyanes terres, el manteniment inicial per a produir grans fortunes No obstant això, aquests somnis es veuran delmats pel ràpid esgotament del metall.
Esteban Lucas Bridges, aventurer i defensor dels indígenes, assenyala en el seu llibre El último confín de la Tierra (Londres, 1948) que els ona van atacar campaments miners prèviament al genocidi, participant en matances entre clans rivals.

### Perpetradors
Entre els caçadors d'indígenes es trobaven Julius Popper, Alexander McLennan, «Mister Bond», Alexander A. Cameron, Samuel Hyslop, John McRae i Montt E. Wales

#### Julius Popper

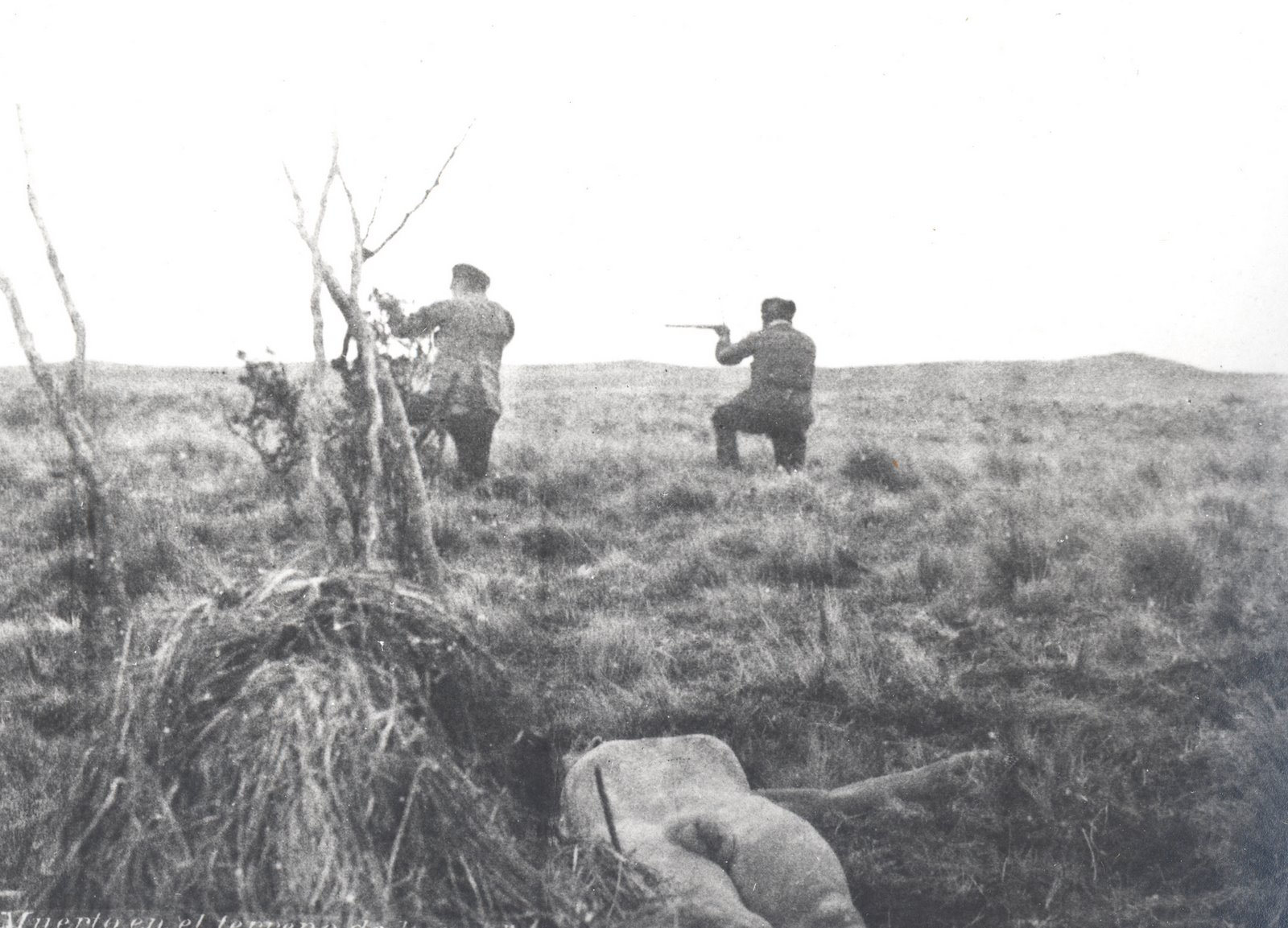
Mercenaris de Julius Popper disparant. A terra s'observa el cadàver d'un selknam.

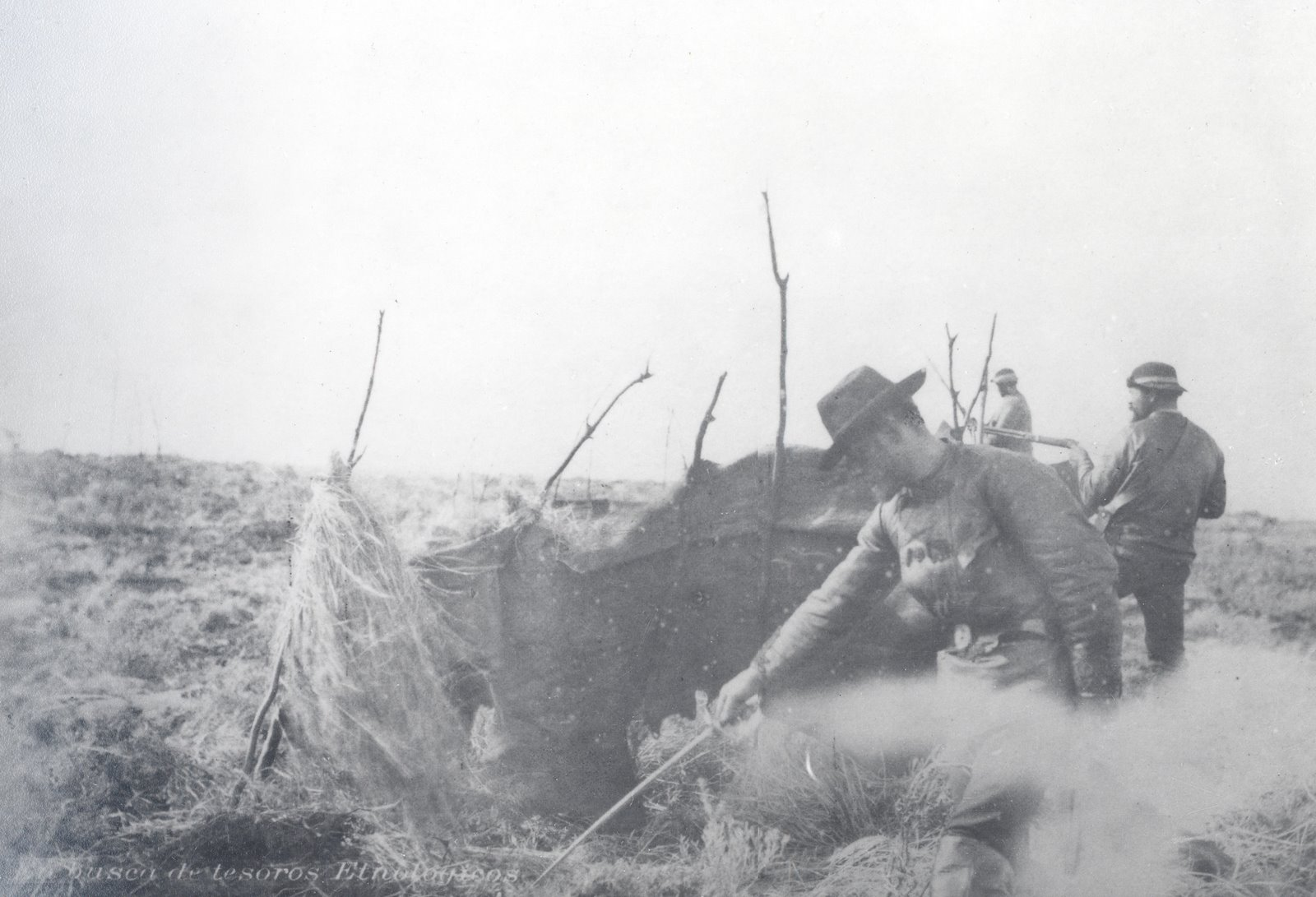
Mercenaris de Julius Popper saquejant una tenda selknam, mentre disparen a mansalva contra els que fugen.

Durant les expedicions mineres van començar els assassinats múltiples de selknam. Un dels líders d'aquestes expedicions va ser el romanès Julius Popper, nacionalitzat argentí, conegut pels seus enfrontaments amb els selknam, als quals en més d'una oportunitat va perseguir, va matar i va robar les seves pertinences per a formar la seva pròpia col·lecció d'objectes, els quals va exhibir en un àlbum fotogràfic, incloent en ella una seqüència completa d'un atac perpetrat per ell i el seu contingent de mercenaris amb armes de foc, cap a tendes indígenes a San Sebastián.
Després de les seves incursions, va presentar una conferència el 5 de març de 1887 a l'Institut geogràfic Argentí de Buenos Aires, sobre les seves exploracions realitzades i sobre les trobades que va tenir amb els selknam, aquí es presenta part d'aquestes declaracions:
| «                                                                                                  | ...Corríem darrere d'un guanac quan de sobte ens trobem enfront d'uns vuitanta indis que, pintada la cara de vermell i enterament nus, es trobaven distribuïts darrere de petits matolls. A penes els vam veure una pluja de fletxes va caure sobre nosaltres clavant-se al voltant dels nostres cavalls, sense ocasionar feliçment cap mal. En un moment vam estar desmuntats, contestant amb els nostres Winchester l'agressió indígena. […] Era combat rar. Mentre fèiem foc, els indis, tirats de boca sobre el sòl deixaven d'enviar les seves fletxes, però a penes cessaven els nostres trets, sentíem novament la xiulada de les fletxes. | » |
| — Julius Popper, conferència del 5 de març de 1887 a l'Institut Geogràfic Argentí, en Buenos Aires | |   |

Amb relació a aquest relat, Magrassi, (1987), sosté en el seu llibre que Popper, juntament amb els seus peons, s'entretenien caçant selknam amb escopetes i fusells, fotografiant-se amb les seves “peces cobrades".

#### Ramón Lista
Contemporàniament a la presència de Popper s Terra del Foc, una altra expedició afavorida pel govern argentí, a càrrec de l'oficial argentí Ramón Lista en 1886, passaria a la història, després de l'accionar despietat dels soldats a càrrec de Lista en contra dels indígenes. Aquest episodi va acabar amb l'assassinat a sang freda de prop de 28 selknam, en la rodalia de Sant Sebastià.
Finalment, pot dir-se que a aquests episodis se sumen altres punts que donen compte de la marcada violència amb la qual van actuar els miners en contra dels indígenes i que va contribuir a l'extermini dels selknam.

### Les «pràctiques de tir»
Existeixen testimoniatges que indiquen que durant la segona meitat del segle XIX i les primeres dècades del segle xx, els vaixells que passaven per l'estret de Magallanes o per les costes oriental i sud de l'illa realitzaven pràctiques de tir utilitzant com a blanc als indis ona: quan albiraven al lluny una fogata, o una tenda, disparaven contra elles. S'ignora la quantitat de víctimes que podien haver causat tals pràctiques

## Les majors massacres
A continuació es llisten les majors massacres, totes elles realitzades en Terra del Foc, en territori argentí.

### La matança de San Sebastián (28 morts)
- Lloc: Platja de San Sebastián
- Data: 25 de novembre de 1886

És la primera massacre documentada, i es coneix amb detall, quan, on i com va ocórrer perquè va ser comesa per un oficial argentí, en una missió d'exploració, que va registrar la seva acció en un diari de bitàcola.
El 25 de novembre de 1886, el capità Ramón Lista va desembarcar a la platja de San Sebastián amb la finalitat d'explorar la regió. Aquest mateix dia es topa amb una tribu ona. El capità intenta prendre'ls presoners, però aquests es resisteixen. Llista ordena llavors als seus homes obrir foc i maten a 27 ona. Un sacerdot salesià, José Fagnano, que acompanyava a l'expedició, s'enfronta a Lista i li recrimina la matança. Lista amenaça amb fer-lo afusellar.
Dies després els homes de Lista s'acarnissen amb un jove ona que van trobar amagat després d'unes roques, armat tan sols amb el seu arc i fletxa: l'assassinen de 28 trets.

### L'enverinament de Springhill (prop de 500 morts)
- Lloc: Platja de Springhill
- Data: Imprecisa, primera dècada del segle XX

Una tribu selknam s'abalança sobre una balena, encallada a la platja. En tan sols un dia, gran part de la tribu mor. La balena havia estat inoculada amb verí.

### La massacre de Punta Alta (25 morts)
- Lloc: Punta Alta
- Data: Imprecisa, primera dècada del segle XX

Una tribu ona va resistir durant gairebé un dia el setge dels estanciers i els seus empleats, fins que van sucumbir.

### La massacre de la platja de Santo Domingo (300 morts)
- Lloc: Platja de Santo Domingo
- Data: Imprecisa, primera dècada del segle xx.

Alejandro McLennan convida a una tribu selknam, a la que ell havia estat assetjant, a un banquet per a segellar un acord de pau. Durant el banquet, McLennan serveix grans quantitats de vi. En comprovar que la majoria dels indígenes s'han embriagat, especialment els homes, McLennan s'allunya del lloc i ordena als seus ajudants, apostats als pujols, obrir foc contra tota la tribu.

### La troballa de l'italià (80 morts)
- Lloc: Imprecís
- Data: Imprecisa, primera dècada del segle XX

Un immigrant italià, que recorria l'illa a la recerca de jaciments d'or, va descobrir els cadàvers d'uns 80 ona, tots amb signes d'haver estat morts a trets.

## El paper de les malalties
Quan els europeus van arribar al Nou Món, hi van portar malalties per a les quals els indígenes estaven completament indefensos, perquè els seus sistemes immunològics no n'estaven preparats. Així, la verola, la tuberculosi i altres mals van causar gran quantitat de víctimes entre la població indígena d'Amèrica i, en alguns casos, la desaparició de grups ètnics complets.

## Testimoniatges

### Gràfics

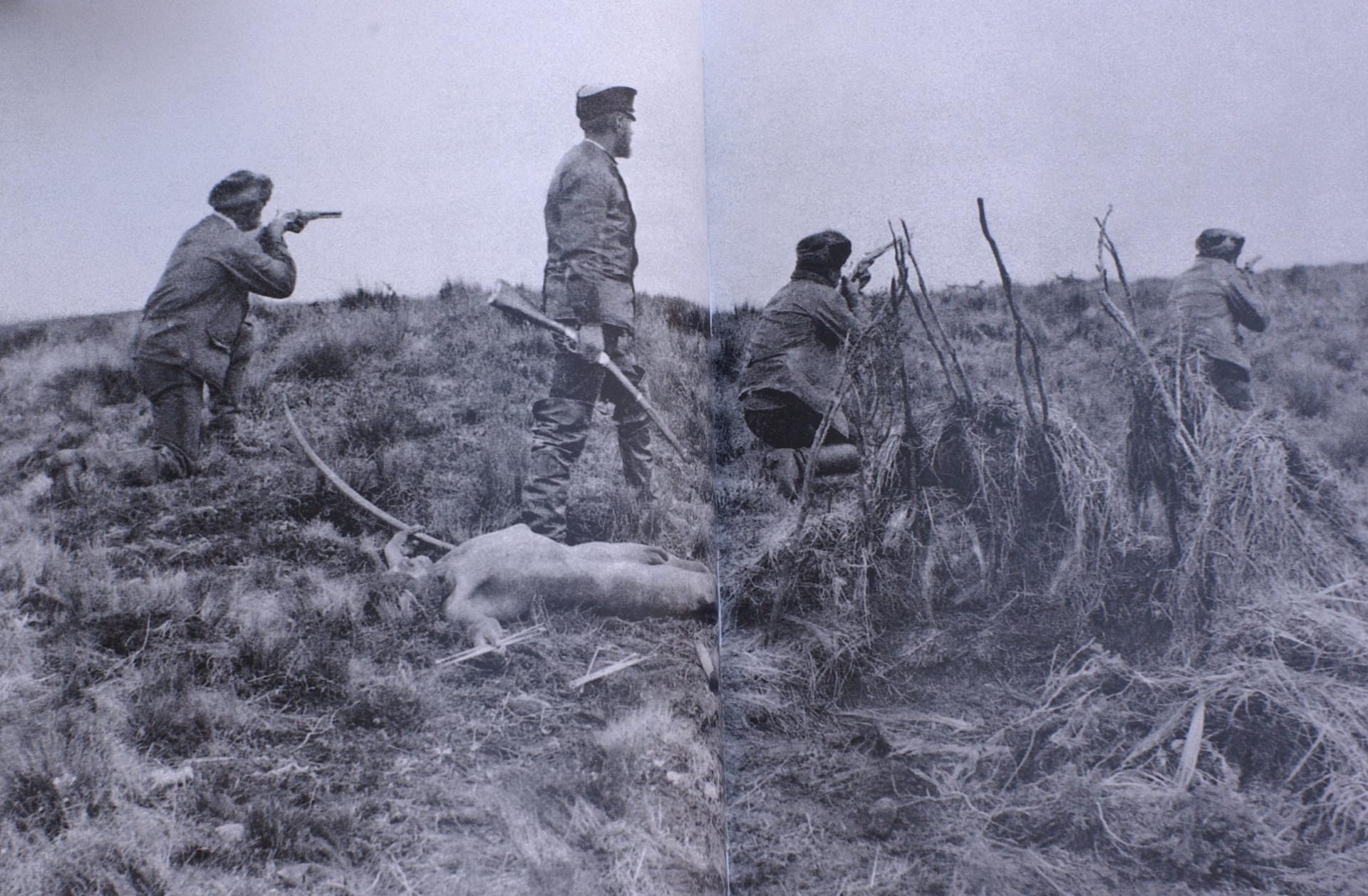
Julius Popper en una de les seves incursions. Als seus peus jeu un ona mort. La foto correspon a un àlbum que Popper va obsequiar al president argentí Juárez Celman.

| «                | Al romanès Julius Popper ja el coneixem per les seves correries darrere de noves mines d'or. Es va interessar per aquesta sagnant ocupació quan la seva empresa minera va quedar estancada i va voler rescabalar-se dels seus fracassos amb un treball remuneratiu al servei de patrons el vehement anhel dels quals era l'eliminació dels aborígens. Quan els europeus van fer la seva posició cada vegada més insostenible, Popper va recórrer al govern de Buenos Aires. Entre altres coses, va tenir la gosadia de defensar amb hàbil xarlataneria als aborígens, per distreure l'atenció dels greus càrrecs que se li imputaven per maltractar als seus peons, durant una conferència pública que va tenir lloc el 27 de juliol de 1891. En la mateixa oportunitat va presentar, amb esborronadors detalls, un quadre de les violacions, ultratges i assassinats que van ser comesos per la xusma europea. És cert que va descriure, sense embuts, la realitat d'aquells horripilants esdeveniments que clamaven al cel, i també és certa la seva defensa dels aborígens: «La injustícia no està del costat dels indis... Els qui avui dia ataquen la propietat aliena en aquell territori, no són els ona, són els indis blancs, són els salvatges de les grans metròpolis». Quines paraules més greus! Malgrat elles, ell va tenir considerable participació en la terrible calamitat que «el domini absolut de l'indi Ona s'ha convertit en recipient d'homes llançats de tots els països d'Europa, en teatre del vandalisme de grups de desertors, deportats i bandits de totes les races». No va tenir vergonya de fer fotografiar una matança d'indis durant la qual ell, apuntant amb el seu fusell, capitanejava als seus malfactors amb idèntiques intencions: en primer pla jeu el cadàver d'un home vençut, mentre que les armes es dirigeixen contra les dones i nens que fugen; ell mateix observa la caiguda dels mortalment ferits. L'aspecte d'aquest grup causa estupor i esglai. | » |
| — Martin Gusinde | |   |

### Periodístics

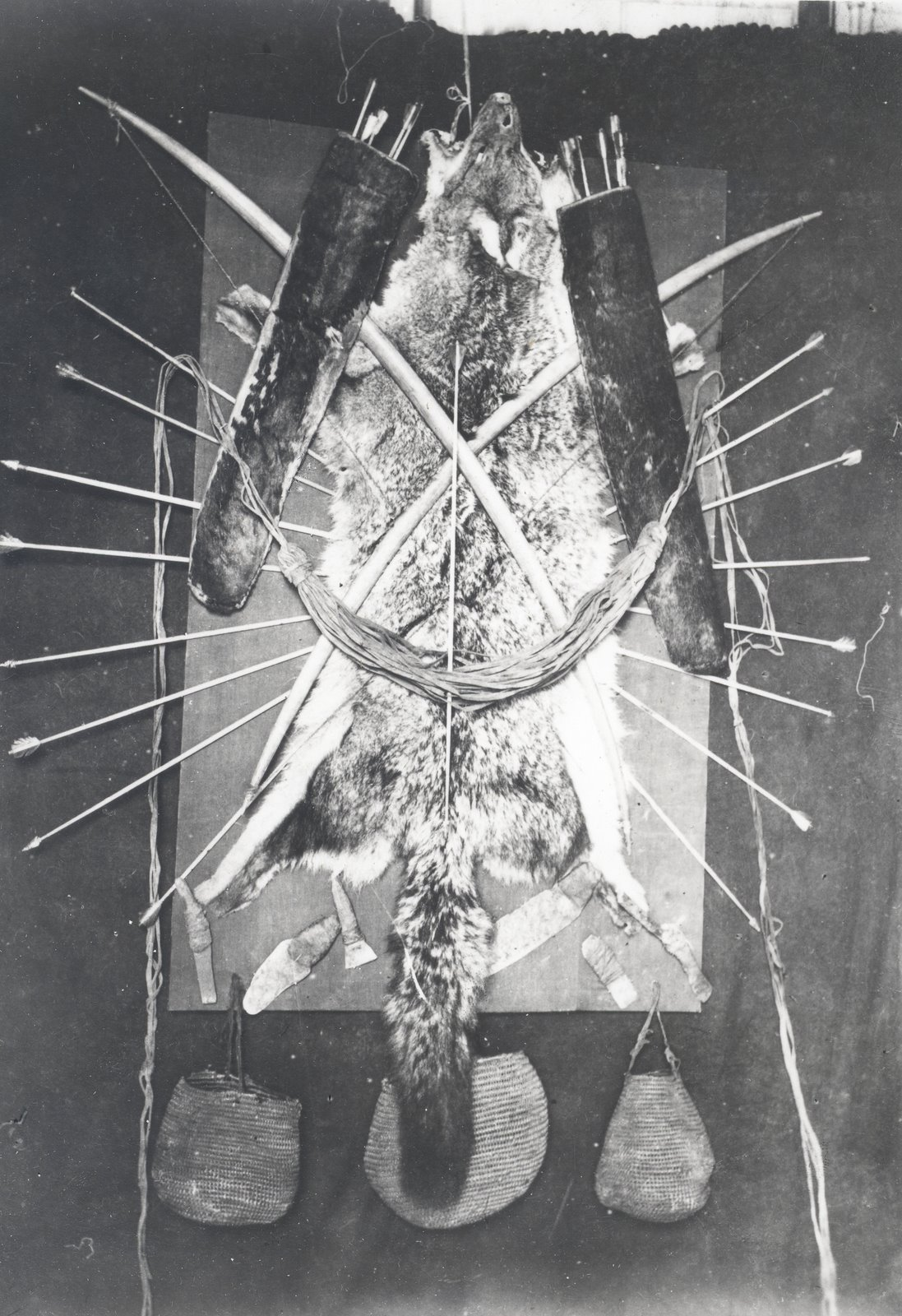
Objectes saquejats pels mercenaris de Popper als selknam.

En 1882 el periòdic londinenc Daily News va publicar un reportatge a un britànic interessat en les possibilitats econòmiques de Terra del Foc:
| «                   | It is thought that the country of Tierra del Fuego would prove suitable for cattle breeding, but the only drawback to this plan is that to all appearance it would be necessary to exterminate the Fuegians. | Es pensa que la Terra del Foc seria adequada per a ramaderia, però l'únic problema en aquest pla és que, segons sembla, caldria exterminar als "fueguinos" [selknam]. | » |
| — Daily News (1882) | | |   |

| «                                                    | Abans que es llancessin sobre aquesta terra com a vampirs els així anomenats civilitzats, l'habitatge kawyi comú era el paravents de cuirs cosits. Aquests i les pells eren raspats i pintats per dins amb akel, les dones confeccionaven bosses de pell de foca per recollir aigua, de joncs entreteixits per portar objectes, i una escaleta amb suau pell estovada per a transportar i instal·lar als seus nens de pit. En els segles xviii i xix als baleners noruecs, suecs i altres, es van sumar els cercadors de pells de guanac i guineu, els anglosaxons caçadors de pingüins i els llobers nord-americans. Alguns van arribar a enverinar les restes d'animals que sacrificaven per a obtenir pell i greix, contribuint així a l'eliminació dels nostres nadius. Fins a 1880 entre els ona i yamana sobrevivien al voltant de quatre mil persones. En aquells dies, els europeus van començar a quedar-se. Un d'ells va ser Julius Popper, jueu romanès, que va ingressar a la maçoneria i va organitzar des de Buenos Aires una companyia per a obtenir or al sud, on va instal·lar diversos safaretjos del metall que per Punta Arenas enviés a Hamburg. Va arribar a encunyar moneda pròpia i a fer circular una estampilla privada pel correu oficial al costat dels seus soldats-peons iugoslaus i austríacs que fins i tot van rebre sous com a policies argentins; s'entretenia a caçar els ona amb escopetes i fusells, fotografiant-se amb les "peces cobrades". Capatassos i peons anglesos, escocesos, irlandesos i italians, van ser els 'caçadors d'indis' que com Mac Lennan o 'Chancho Colorado', van posar el preu d'una lliura per testicles i sines, i mitja lliura per cada orella de nen. Després Menéndez Behetty va utilitzar el mateix sistema d'extermini amb els tehueltxes. | » |
| — Alfredo Magrassi, a Los aborígenes de la Argentina | |   |

| «                                                            | Aquests els va fer matar Chancho Colorado (Mc Lennan el veritable nom) administrador dels Menéndez. Uns altres dels matadors els nomenaré: un era José Díaz, una mica de portuguès per aquí. Un altre es deia Kovasich, jugoslau. Alverto Niword, era un altre, són tres, Sam Ishlop i Stewart, alguna cosa de malviner per aquí. Que jo sé, que més o menys que els conec per la meva mamà que els va nomenar a tots […] i hi ha diversos més que jo no me'n recordo. | » |
| — Federico Echelaite o Echeline (de mare ona i pare noruec). | |   |

## Gestació de la gran propietat ramadera
Els inicis de l'explotació ramadera de Terra del Foc van ser promoguts pel Estat xilè, per mitjà d'arrendaments de pública subhasta o bé a petició expressa a les autoritats centrals. La primera concessió va recaure en la signatura Wehrhahn y Compañía el 1884, a bahía Gente Grande al sud de Porvenir,amb un total de 123.000 hectàrees. Més tard es lliuraria la concessió més gran coneguda per la història ramadera en Magallanes, que va recaure en José Nogueira, qui va sol·licitar en 1890 l'arrendament de més d'un milió d'hectàrees a Terra del Foc, la qual cosa va ser acceptat per mitjà del decret suprem Núm. 2616 del 9 de juny de 1890 per un termini renovable de 20 anys. Aquesta enorme concessió, sumada a la ja atorgada a Nogueira i al seu cunyat Maurici Braun, per un total de 350 mil hectàrees, es van convertir en la base de la futura Sociedad Explotadora de Tierra del Fuego (1893), iniciada pels germans Braun després de la mort de Nogueira.
Cap a 1894 l'ocupació de Terra del Foc abastava pràcticament tots els terrenys ocupats històricament pels selknam, els seus antics paradors de caça, d'habitabilitat, de cerimònies i de trànsit estaven condemnats a desaparèixer i a ser relegats a l'extrem meridional de l'illa. A més, l'arribada dels carners va precipitar la pèrdua de la seva principal font alimentosa, els guanacs, que van ser preses de les armes de foc per part de les estades. D'aquesta manera, els indígenes van captar ràpidament la facilitat d'accedir al guanac blanc (les ovelles), i van començar a fer seus aquests animals. Aquest principal fet va ser en conseqüència el primer punt de crisi entre colons i indígenes. La lluita no va ser menor entre els qui veien en l'indígena un agressor dels drets de propietat i el selknam que veia en el koliot (‘home blanc’, en selknam) un intrús dels seus ancestrals territoris.

### Comença l'extermini selknam

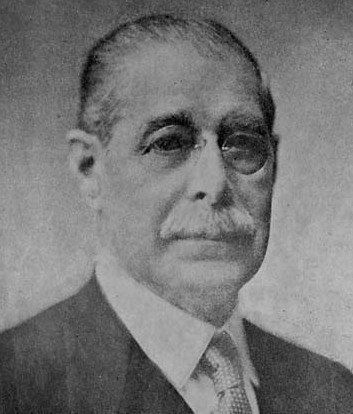
Mauricio Braun, membre de la Sociedad Explotadora de Tierra del Fuego.

D'aquesta manera, comença el capítol més trist de la història dels Selknam. L'ocupació ramadera va començar a ser centre de la polèmica en la colònia magallànica, les autoritats estaven absolutament al corrent de la situació dels indígenes, tanmateix, el criteri va ser condescendent amb la causa ramadera i no amb els selknam. Notòriament la mentalitat de l'època era una realitat que encara que dolorosa no preveia la inclusió del món indígena a un paradigma fonamentat sota els criteris del «progrés» i la «civilització». Així, els empresaris ramaders van actuar sempre sota el seu propi criteri finançant campanyes genocides, per això es van contractar nombrosos homes, estrangers en la seva majoria, important-se considerables quantitats d'armaments, l'objectiu dels quals era fer desaparèixer a qualsevol preu als selknam. Un preu que en la ment d'estanciers i homes de negocis era lògic, perquè eren, en bons comptes, el principal obstacle per a l'èxit de les seves inversions. La veracitat dels esdeveniments va ser ratificada pels mateixos empleats d'estada, qui més tard, en ser sotmesos a un sumari, van confirmar que les expedicions contra dels indígenes eren pràctiques més usuals del que molts pensaven.
Si bé són coneguts els noms dels qui van actuar en les excursions d'extermini, poc s'ha esmentat sobre els autors intel·lectuals d'aquestes accions, específicament parlem dels propietaris ramaders, els qui eren els caps directes dels empleats que van participar en les incursions. Aquests noms corresponen a Mauricio Braun, qui va reconèixer haver finançat algunes campanyes, excusant-se que aquestes només tenien la intenció de protegir les seves inversions (era cap directe d'un altre conegut caçador, Alexander A. Cameron). També el sogre de Mauricio Braun, José Menéndez Menéndez, qui sens dubte va ser un dels homes que va actuar amb major severitat contra dels indígenes en Terra del Foc (part argentina). Aquest personatge conegut per ser propietari de dues estades que ocupaven més de dues-centes mil hectàrees al centre del territori selknam, va ser cap del famós caçador d'indígenes Alexander Mac Lennan conegut com «Chancho Colorado», qui va participar en la trista matança de Cabo Peñas, on haurien mort prop de 17 indígenes. Quan es va retirar, després de dotze anys de serveis, Menéndez li va regalar a Mac Lennan un valuós rellotge d'or en reconeixement dels seus valuosos serveis.
Les accions empreses pels accionistes de la Sociedad Explotadora de Tierra del Fuego, van actuar sempre intentant ocultar els fets a l'opinió pública. Era el mitjà d'evitar el qüestionament per part de la societat de llavors i al mateix temps una estratègia per baixar el perfil a una llarga polèmica que va ser coneguda pel país sencer. Especial atenció van cobrar aquests esdeveniments després de la intervenció dels salesians, que no van dubtar a reprovar l'actuar dels estanciers. Però aquesta part correspon a una altra llarga història, que està discutida amb major profunditat en el treball de tesi d'on prové aquest article.
D'aquesta manera la situació dels selknam a partir de la dècada dels 90 del segle xix, es va tornar particularment aguda, d'una banda, els territoris del nord van començar a ser ocupats massivament per les estades i molts indígenes assetjats per la fam i la persecució dels blancs, van començar a fugir cap a l'extrem meridional de l'illa, lloc habitat per grups que tenien un fort sentiment de pertinença cap a aquest territori. En conseqüència, les lluites pel control de l'espai, es van fer cada vegada més intenses i la resistència va créixer en la mesura que l'ocupació ramadera es feia efectiva al nord de l'illa. L'escenari per als selknam s'aguditzarà notòriament una vegada establertes les missions religioses, on les malalties van ser responsables d’aniquilar la resta de la població que va aconseguir sortir amb vida dels enfrontaments amb els blancs.
Més tard altres conflictes entre el governador Manuel Señoret i el cap de les missions salesianes José Fagnano, no van fer més que aguditzar la condició dels indígenes. Les llargues disputes entre autoritats civils i els sacerdots, no van permetre concretar un consens que aconseguís trobar una solució satisfactòria al tema indígena. Segons, els arxius consultats per aquesta tesi, el governador Señoret, va estar sempre a favor de la causa ramadera, la qual cosa va quedar en evidència enfront del seu desinterès per fiscalitzar els episodis que es desenvolupaven a Terra del Foc. Sens dubte, que sent la màxima autoritat civil en la zona, no va tenir voluntat d'evitar les matances que era de coneixement públic.

### Judici per genocidi

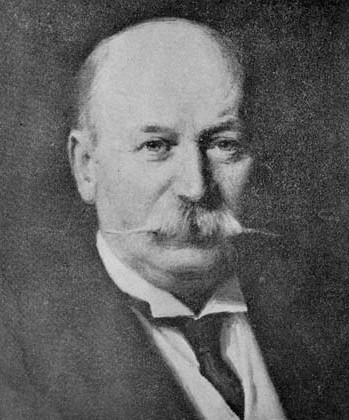
Peter H. Mc Clelland, cofundador i President del Directori de la Sociedad Explotadora de Tierra del Fuego.

Anys més tard, la justícia va intentar fer-se part del conflicte per mitjà d'un sumari (1895-1904) seguit pel jutge Waldo Seguel. Aquest procés va deixar en evidència que les caceres perpetrades en Terra del Foc no formaven part d'un mite popular i que les captures massives d'indígenes trets per la força per a ser traslladats cap a Punta Arenas, a fi de distribuir-los dins de la colònia van ser també part de les accions que les autoritats civils de complicitat amb els ramaders prenien com a solució al tema indígena.
No obstant això, el procés judicial només va culpar a alguns operaris d'estada, que van quedar lliures pràcticament als pocs mesos del judici, mentre que els autors intel·lectuals, és a dir els amos i els accionistes de les estades —Mauricio Braun, José Menéndez, Rodolfo Stubenrauch i Peter H. Mac Clelland, entre d'altres, a més de la responsabilitat del governador Señoret i de funcionaris com José Contardi, que tenien l'obligació de vetllar pel compliment de la llei— mai van ser degudament processats.
Al llibre "Vejámenes inferidos a los indígenas de Tierra del Fuego" de Carlos Vega Delgado, queda en evidència que el Jutge Waldo Seguel va encobrir als ramaders culpables del genocidi, deixant la falsa constància que no podia prendre declaració als testimonis selknam del genocidi, per no existir traductors, malgrat que diversos sacerdots de la missió salesiana i germanes de Maria Auxiliadora havien après el dialecte natiu a les missions, i que existien selknams hispano parlants com Tenenésk, Covadonga Ona, i fins i tot un diaca de l'Església Catedral.

## Fi de l'ètnia selknam
Finalment, després dels enfrontaments directes, es va donar pas a un segon pla: erradicar tots els indígenes existents a l'illa per a ser enviats a la missió de Dawson. En aquella apartada illa, els indígenes van sucumbir ràpidament davant de l'avanç avassallador de la colonització. Als innombrables minvaments de població ocasionades per les veritables caceres de què van ser objecte a les mans de les estades, havia d'agregar-se els estralls provocats pel contagi de diverses malalties, que en definitiva van acabar per ocasionar un mal tant o major que les caceres humanes dirigides. D'acord amb les dades de les fonts, més de 1.500 persones en tan sols 40 anys van morir a causa de contagis i proliferació de malalties pròpies de les poblacions colonitzadores.

## El genocidi selknam en la literatura
Entre les obres literàries que han tractat aquest genocidi es troben: 
- El último confín de la Tierra (1951; com Uttermost Part of the Earth en 1948), memòries de l’argentí Lucas Bridges.
- La Patagonia trágica (1957), de José María Borrero.
- Solo el viento (1964),col·lecció de contes del xilè Enrique Campos Menéndez.
- Cazadores de indios, edició revisada de Rastros del guanaco blanco (1980), novel·la del xilè Francisco Coloane.[29]
- Latitude austral (1991) de Xavier Alcalá.
- El corazón a contraluz (1996), novel·la del xilè Patricio Manns.[30]
- Los indios de Tierra del Fuego: resultado de mis cuatro expediciones en los años 1918 hasta 1924, organitzades sota els auspicis de Ministeri d’Instrucció Pública de Xile per Martin Gusinde.
- Los espíritus selknam (2003), de les xilenes Constanza Recart i Ana María Pavez.
- Raptados (2011), novel·la gràfica dels xilens Álvaro ''Huevo'' Díaz i Omar ''Oniri'' Campos.
- Menéndez, rey de la Patagonia (2014),de l'espanyol José Luis Alonso Marchante.
- Selk'nam: Genocidio y resistencia (2019),de l'espanyol José Luis Alonso Marchante.